# Manziana
Manziana es una localidad italiana de la provincia de Roma, región de Lazio, con 6.649 habitantes.

## Evolución demográfica
| Gráfica de evolución demográfica de Manziana entre 1861 y 2001 |
|                                                                |
| Fuente ISTAT - elaboración gráfica de Wikipedia                |